# Cementiri de Mas Pagès
El Cementiri de Mas Pagès és un jaciment al municipi de Mediona, a l'Alt Penedès, inclòs a l'Inventari del Patrimoni Arqueològic i Paleontològic de Catalunya.
Descobert per Josep Lloret Rabasa en 1956 i prospectat posteriorment per J. Gallart als anys 80 el és a les coordenades X: 386155.37 Y: 4594952.88 Altitud: 485 m. S'ha interpretat com un centre de producció i explotació de sílex. Tot i això també s'han trobat restes de ceràmica ibèrica comuna a torn (alguna pintada) i restes d'un molí de granit, el qual no s'ha pogut datar la seva cronologia exacta. També apareixen restes de ceràmica grisa medieval, tot i que en ser habitual en els camps de Mediona, s'han aparcat aquestes troballes a segon terme. El jaciment està dividit en tres cronologies. Per una hi ha el moment calcolític (2200-1800) i, per altra, també es van localitzar restes d'un moment anterior pertinents a, segurament, el Paleolític superior final. El tercer període està representat en les restes de ceràmica a torn ibèrica. En el conjunt que pertany al Calcolític es pot veure una punta de fletxa amb aletes i peduncle i una fulla dos fragments de destral i diverses restes de peces. Quant al període del Paleolític superior hi ha dues puntes amb retocs abruptes i denticulats, i alguna osca. Durant les prospeccions de J. Gallart es van localitzar també dos gratadors i dues rascadores. Les restes es conserven al museu municipal de Mediona.